# Hemimysis anomala
Espèce
Hemimysis anomala, la crevette rouge sang, est une espèce de crustacés appartenant à la classe des Malacostraca, à l'ordre des  Mysida et à la famille des Mysidae. C'est une espèce invasive d'eau douce ou saumâtre qui conquiert le continent européen et l'est de l'Amérique du Nord, à partir de sa région d'origine, ponto-caspienne,.

## Distribution

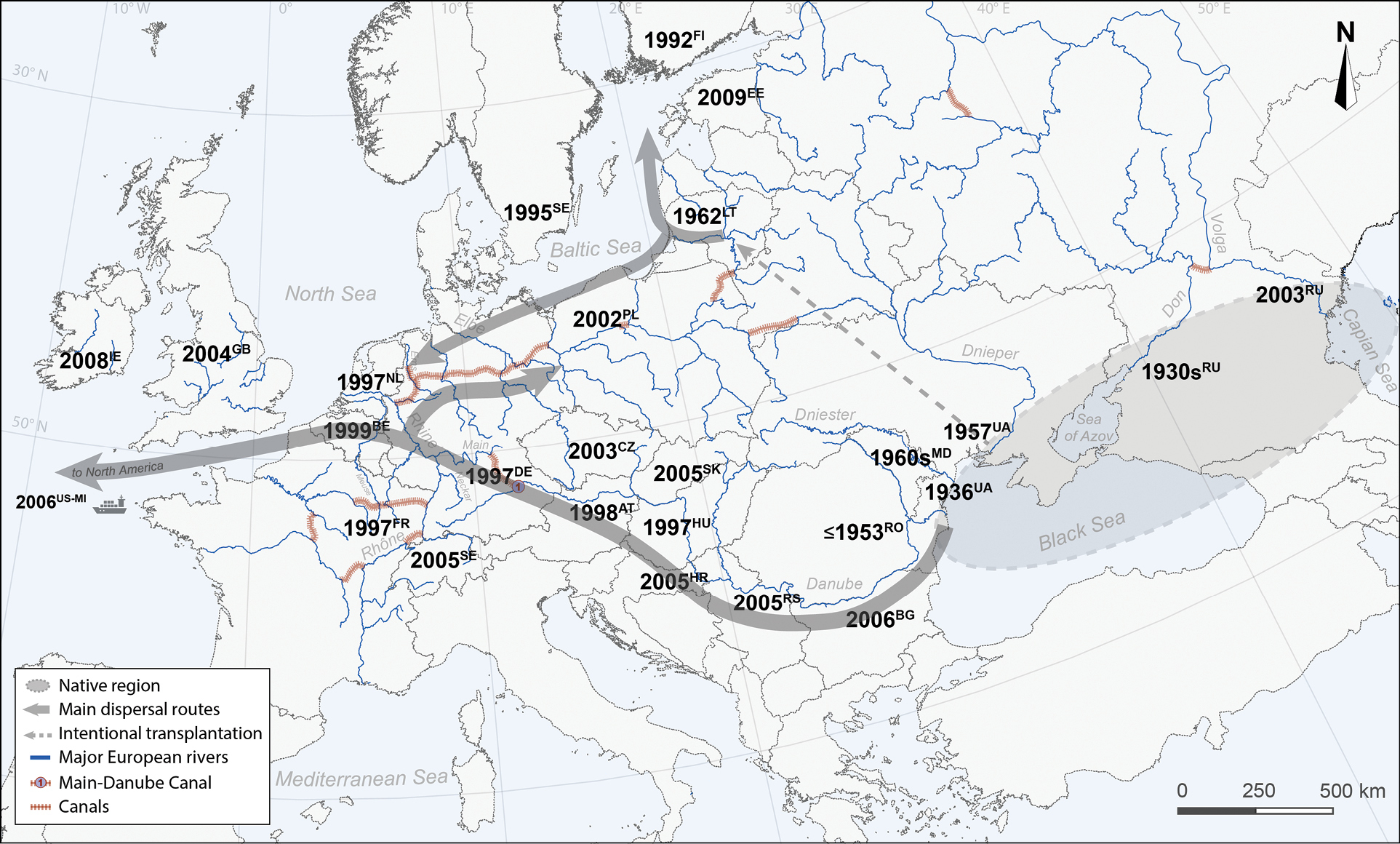
Carte de la répartition et des voies de dispersion d’Hemimysis anomala en Europe centrale et occidentale depuis la région ponto-caspienne.

Hemimysis anomala est une espèce indigène des eaux douces et saumâtres originaire de la région ponto-caspienne : mer Noire, mer d'Azov et mer Caspienne. Elle était historiquement présente dans les parties inférieures du Don, du Danube, du Dniestr et du Dniepr. Depuis les années 1950, elle a été introduite intentionnellement dans plusieurs réservoirs de l’ex-URSS, notamment sur les fleuves Volga et Dniepr, afin de servir de nourriture pour les poissons. Ces introductions ont facilité sa dispersion à travers l’Europe via des corridors fluviaux et des canaux navigables. L’espèce s’est ensuite répandue vers le nord-ouest du continent européen : elle a été observée en mer Baltique dès 1992, puis au Royaume-Uni en 2004. En France, les premiers signalements datent de 2003 dans le Rhône et de 2005 dans le Rhin. Elle colonise également certains lacs alpins profonds, comme le lac Léman et le lac du Bourget depuis 2007. Malgré son expansion en Europe et en Amérique du Nord, H. anomala est considérée comme en danger dans certaines zones de son aire de répartition naturelle, notamment en Ukraine, en raison de la dégradation de ses habitats et de la pollution

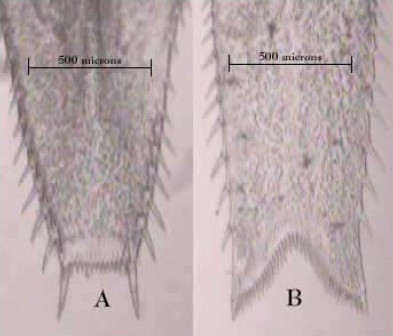
Telsons : A dHemimysis anomala et B de Mysis relicta

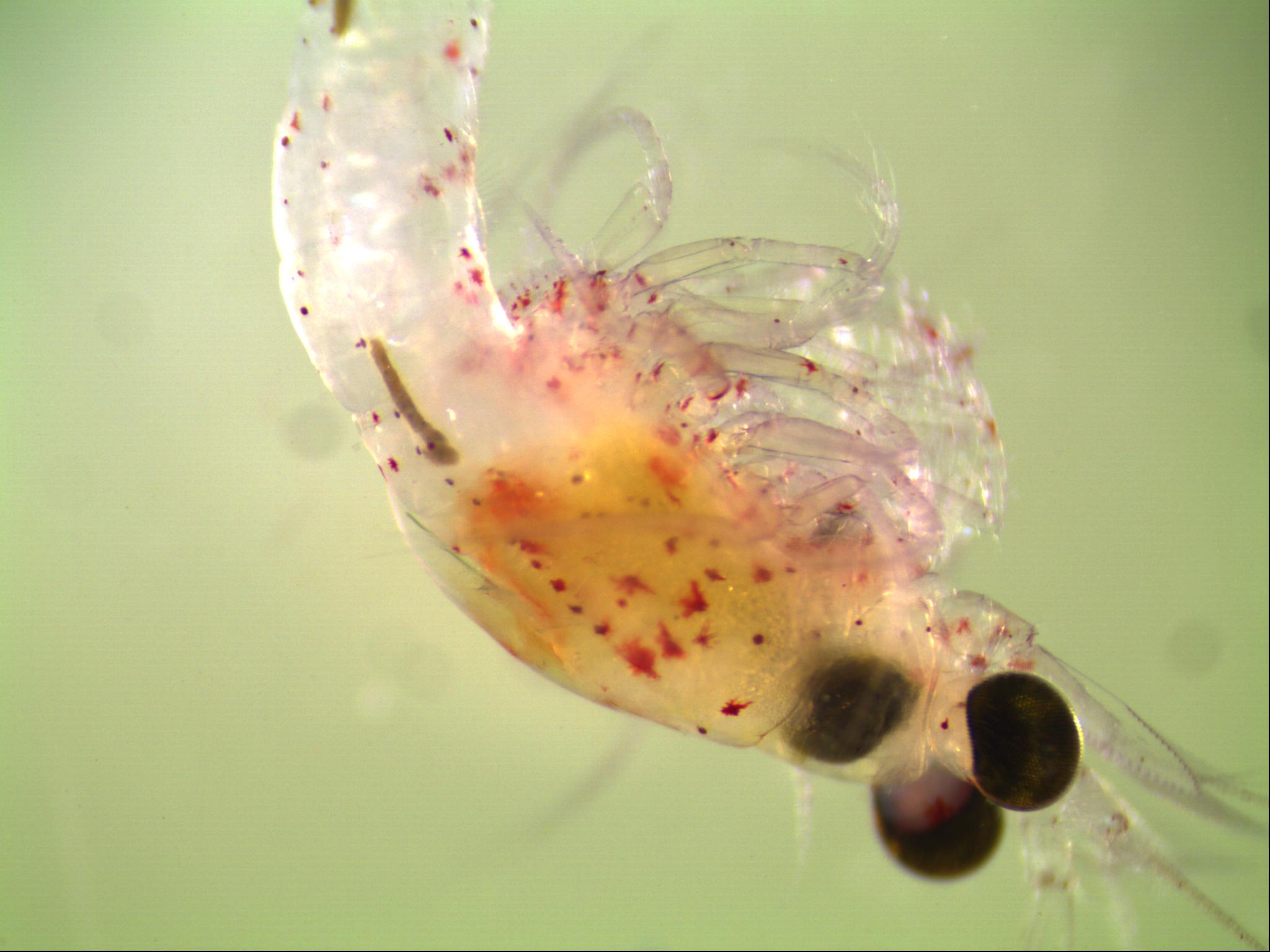
Hemimysis anomala, canal de Roubaix, 2015

## Habitat
Cette espèce vit aussi bien en eau stagnante qu'en eau courante. Elle affectionne les substrats durs comme les roches ou les structures artificielles (structure du génie civil ou les enrochements). Elle se réfugie souvent dans des cavités pour échapper aux courants forts et aux prédateurs.
Dans son aire d’origine, H. anomala est observée entre 0,5–50 m, bien qu'elle fréquente plus généralement les zones comprises entre 6–10 m. En Amérique du Nord, la profondeur moyenne des essaims est autour de 30 mètres, mais peut dépasser 60 mètres dans les zones d’origine (région ponto-caspienne). Les habitats favorables incluent les zones sublittorales (souvent < 40 m), les structures anthropiques (pontons, jetées, racines d’arbres en berge) et les peuplements clairsemés de macrophytes submergés.
L'espèce tolère des salinités de 0 à 19 ‰ et préfère des températures de l'eau comprises entre 9–20 °C. Bien que certaines populations survivent à des températures proches de 0 °C en hiver, cela s’accompagne généralement d’une mortalité importante.

## Mode de vie
La crevette rouge sang suit une migration nycthémérale, pendant la nuit, elle se nourrit près de la surface et redescend dans la colonne d'eau à l'aube. Ce comportement serait lié à la sensibilité à la lumière, les adultes évitant les zones à forte luminosité, contrairement aux juvéniles qui tolèrent des intensités plus élevées.
Des variations saisonnières ont également été observées dans la composition des populations. En été, les juvéniles prédominent, tandis qu’en hiver, les adultes sont plus abondants. L’espèce forme des essaims lorsque les températures de l’eau sont comprises entre 6 et 12 °C. Sa tolérance à un large éventail de conditions abiotiques, notamment les basses températures et les variations de lumière, contribue à sa capacité d’établissement dans des environnements colonisés.

## Alimentation
Les juvéniles se nourrissent principalement de phytoplancton, puis la part de zooplancton (cladocères et copépodes) consommé augmente progressivement durant la croissance. Les adultes sont omnivores, outre de plancton, ils se nourrissent de cadavres de poissons.

## Impact en tant qu'espèce envahissante
L’établissement de Hemimysis anomala dans les écosystèmes aquatiques récepteurs peut entraîner des perturbations significatives des réseaux trophiques. L’espèce consomme activement le zooplancton, ce qui peut entraîner une diminution notable de la densité de cladocères, rotifères et autres invertébrés planctoniques,. Ces modifications peuvent affecter la disponibilité des proies pour les poissons planctonophages et altérer la dynamique des réseaux trophiques.
H. anomala peut également entrer en compétition avec des mysidacés indigènes et d’autres invertébrés benthiques, en raison de son taux d'alimentation élevé et de sa capacité à exploiter efficacement des niches écologiques similaires. Toutefois, l’ampleur de cette compétition varie selon les contextes écologiques. Par son activité de fragmentation et d’excrétion, l’espèce contribue à la libération de nutriments et de carbone organique dissous. Ces processus peuvent influencer les cycles biogéochimiques aquatiques. De plus, H. anomala peut bioaccumuler des contaminants comme le méthylmercure, ce qui soulève des préoccupations quant au transfert de polluants vers les niveaux trophiques supérieurs.
Malgré ces effets potentiellement négatifs, l’espèce peut aussi servir de ressource alimentaire pour divers poissons grâce à sa haute teneur en lipides.

## Publication originale
- Sars, G.O. (1907). Mysidae. Pages 243-313, In: Trudy Kaspiiskoi Ekspeditsii 1904 Goda. Tipo-litografiia M.P. Frolovoi, S.- Peterburg, (12 plates) (en russe et en anglais).